# Jimmy Morales
Jimmy Morales Cabrera (Città del Guatemala, 18 marzo 1969) è un politico e comico guatemalteco.
Il 25 ottobre 2015 è stato eletto presidente del Guatemala. Succede il 14 gennaio 2016 ad Alejandro Maldonado Aguirre come presidente del paese. Prima di entrare in politica era un famoso comico della televisione guatemalteca.

## Biografia
Jimmy Morales nasce a Città del Guatemala da una famiglia modesta. Studia teologia ed economia e in seguito diventa un importante comico della televisione guatemalteca.
La sua attività politica inizia nel 2011, quando si candida come sindaco in una cittadina nel sud del Guatemala. Nel 2015 si candida alle elezioni presidenziali del Guatemala con il Fronte di Convergenza Nazionale (FCN) ottenendo circa il 70% dei voti al ballottaggio. Diventa presidente del Guatemala il 14 gennaio 2016, succedendo ad Alejandro Maldonado Aguirre.

### Controversie

#### Corruzione
Nel settembre 2017, si è scoperto che riceveva in segreto dalle forze armate un "bonus di rischio" di 7.300 dollari al mese (un aumento irregolare dello stipendio del 33 per cento). È anche accusato di aver finanziato illegalmente la sua campagna elettorale del 2015. Tuttavia, il Congresso si rifiuta di revocare la sua immunità in questi due casi.
Nel gennaio 2019, il governo ha concluso la missione della Commissione internazionale contro l'impunità in Guatemala (CICIG), accusandola di aver superato il suo mandato a scapito della sovranità nazionale, ed espulso il presidente della commissione dal Guatemala. In particolare, la CICIG ha chiesto la revoca dell'immunità presidenziale per indagare sui sospetti di finanziamento illegale delle elezioni durante la campagna elettorale del 2015.

#### Accuse di abuso sessuale
Nel 2015 è stata presentata una denuncia contro di lui per aggressione sessuale e minacce.
Nel 2018, l'ex ministro Edgar Gutiérrez ha presentato denunce da parte di due funzionari pubblici per aggressione sessuale. Indica inoltre di essere a conoscenza di altri otto casi di aggressione sessuale commessi dal Presidente.

## Nome
1. ↑  (ES) Guatemala: nueve expresidentes acusados, encarcelados o investigados, su El Espectador, 13 febbraio 2018.
2. ↑   Guatemala, il presidente vuole espellere la Commissione Internazionale contro l'Impunità dal Paese, su Repubblica.it, 4 febbraio 2019. URL consultato il 18 giugno 2019.
3. 1 2   Excanciller denuncia a pdte. de Guatemala por abusos sexuales, su telesurtv.net. URL consultato il 18 giugno 2019.